# Gajdó Delinke
Gajdó Delinke (Sepsiszentgyörgy, 1974. június 1.– ) székelyföldi származású magyar színésznő.

## Élete
Színművészeti tanulmányait a marosvásárhelyi Szentgyörgyi István Színművészeti Intézetben folytatta, ahol 1996-ban végzett. 1996-tól a Szatmárnémeti Északi Színház színművészeként tevékenykedett, majd dolgozott más, romániai magyar és magyarországi társulatokkal is. A 2000-es évtized dereka óta a Pest megyei Tinnyén él, ahol a PaThália Miniszínpad társulatát vezeti. Elvétve az asszonynevét (Széplakiné Gajdó Delinke) is használja.

## Főbb szerepei

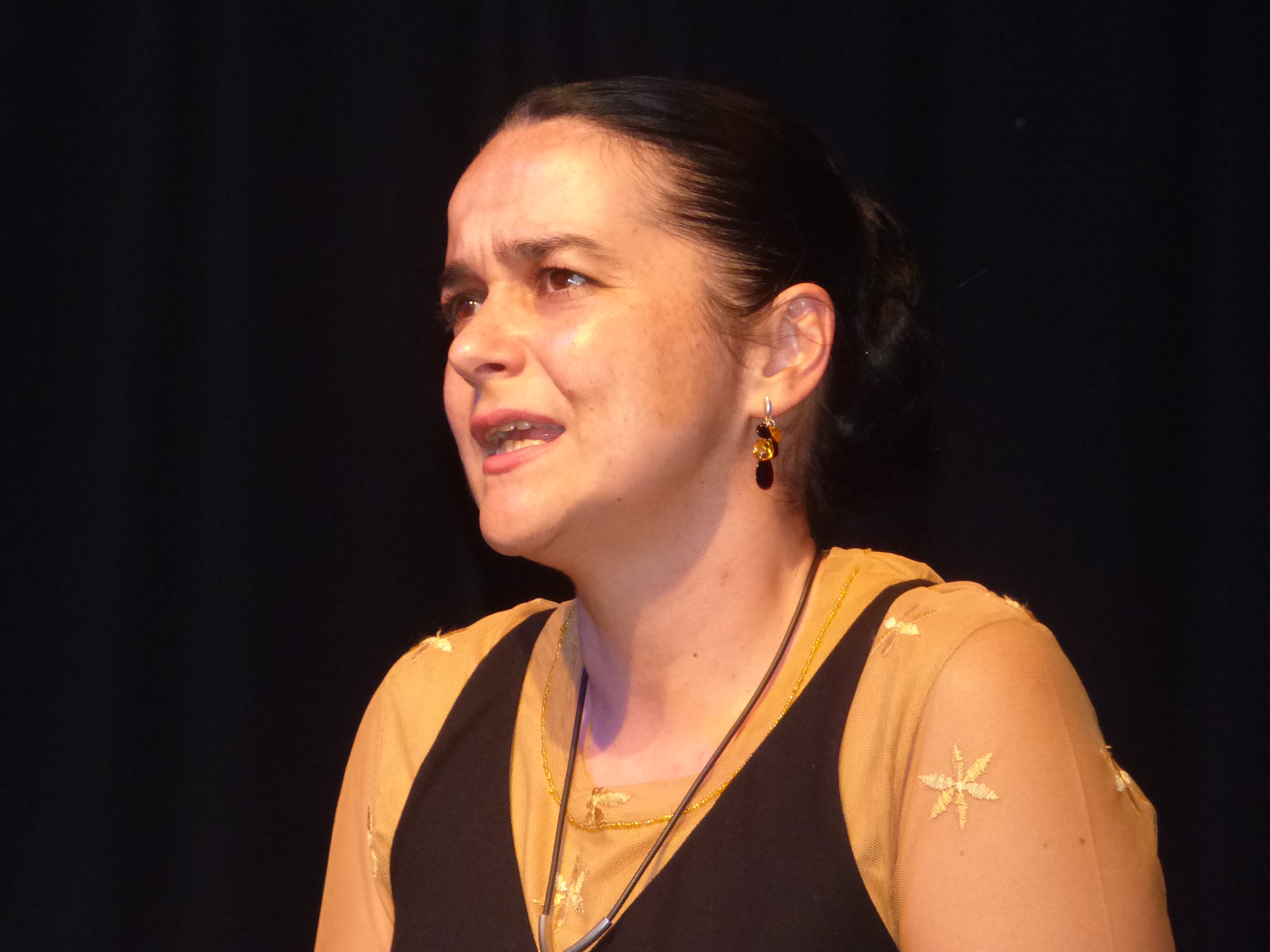
Egy Szabó Magda születési centenáriumára készült monodráma előadójaként, az írónő szerepében

### Színházban
- Szelíden és szilárdan - Az előadásban megelevenedik Szabó Magda anyai nagyszüleinek a családja, az édesanyja Jablonczay Lenke, az édesapja, Szabó Elek, Cili, a fogadott testvér (…), Szobotka Tibor, az imádott férj, Debrecen, felvillan Kumacs és természetesen végig „jelen van” Szabó Magda, gyermekként, serdülő leányként, szerelmesként, barátként, özvegyként, halhatatlanként…

- Irma (Molnár Ferenc: Üvegcipő)
- Cordelia (Shakespeare: Lear király)
- Kispál Jula (Tamási Áron: Ősvigasztalás)
- Heléna (Shakespeare: Szentivánéji álom)
- Enikő (Horváth Károly-Józsa Erika: Leányrablás)
- Edith (Jókai Mór: A kőszívű ember fiai)
- Sátáni nő (Ivancsits Tamás: A tékozló fiú)
- Szakácsné (Fazekas Mihály-Móricz Zsigmond-Bessenyei István: Ludas Matyi Csíkországban)
- Judit (Páskándi Géza: László, szent király)
- Erzsi (Szigligeti Ede: Liliomfi)
- Aldonza (Mitch Leigh-Dale Wassermann- Joe Darion: La Mancha lovagja)
- Nasztya (Maxim Gorkij: A mélyben /Éjjeli menedékhely/)
- Márta, Emma, Hubayné, parasztasszony (Hedry Mária: Árnyéksors)

### Tévéfilmben
- Illyés Gyula-Vidnyánszky Attila-Horváth Z. Gergely: Bál a pusztán[4]

## Rendezései
- A kukás guru (PaThália Társulat – Pinceszínház)[5]

## Művei
- 365 nap inspiráció. Libri, 2012 (szerkesztőként, Vereckei Andreával közösen)[6]